# Friedrich Sixt
Friedrich Maximilian Heinrich Sixt (* 28. Oktober 1895 in München; † 4. August 1976 ebenda) war ein deutscher Generalleutnant im Zweiten Weltkrieg.

## Leben
Friedrich Sixt war ein Sohn des späteren Oberstleutnants Friedrich Laurentius Sixt (1860–1921). Er besuchte von 1902 bis 1905 die Volksschule in Ansbach bei Nürnberg und anschließend humanistische Gymnasien in Ansbach, Nürnberg und München. Nach seinem Abitur trat er Mitte 1914 als Fahnenjunker in die Bayerische Armee ein und stand nach dem Beginn des Ersten Weltkriegs 1915 als Leutnant im 6. Feldartillerie-Regiment. Im weiteren Kriegsverlauf war Sixt Nachrichtenoffizier einer Abteilung sowie Abteilungsadjutant und avancierte 1918 zum Oberleutnant. Für sein Wirken erhielt er beide Klassen des Eisernen Kreuzes, den Militärverdienstorden IV. Klasse mit Schwertern sowie das Verwundetenabzeichen in Schwarz.
Nach Ende des Krieges und der Demobilisierung seines Regiments war Sixt im Freikorps Epp tätig. Anschließend wurde er das Artillerie-Regiment 7 der Reichswehr übernommen und war im November 1923 mit seiner Batterie an der Niederschlagung des Hitlerputsches in München beteiligt. Sixt leistete 1925 seine Wehrkreisprüfung ab und war 1926 zur Führergehilfenausbildung kommandiert. Für zwei Jahre diente er beim Wehrkreiskommando in München und dann ein Jahr beim Oberkommando des Heeres in Berlin. Zwischenzeitlich im Juli 1928 zum Hauptmann aufgestiegen, war er von 1929 bis 1932 beim Stab der 7. Division in München. Im Herbst 1932 folgte seine Versetzung als Batteriechef in das 5. Artillerie-Regiment nach Fulda. Ende 1934 kam seine Versetzung nach Breslau als Zweiter Generalstabsoffizier des neu aufgestellten VIII. Armeekorps, getarnt als „Heeresdienststelle Breslau“.
Anschließend wirkte er in der Wehrmacht ab September 1937 im Generalstab des Heeres. Am 1. August 1937 war er zum Oberstleutnant und nach dem Beginn des Zweiten Weltkriegs am 1. Februar 1940 zum Oberst befördert worden. Im Generalstab des Heeres war er Gruppenleiter der Abteilung Kriegsheer und Mobilmachung, wodurch er mit der Überführung des Friedensheeres in den Kriegszustand befasst war. Ab Ende April 1940 war er als Generalstabschef des neu aufgestellten XXXXIV. Armeekorps am Südabschnitt der Ostfront. Mit der 17. Armee nahm er beim Vorstoß in den Kaukasus teil und erhielt am 18. Mai 1942 das Deutsche Kreuz in Gold. Am 1. Juni 1942 war er zum Generalmajor befördert und in die Führerreserve versetzt worden. Von Juli 1942 bis Ende April 1943 war er in Frankreich Chef des Generalstabs der 7. Armee. Ab Ende Juni 1943 führte er die 50. Infanterie-Division bei den Rückzugskämpfen aus dem Kuban-Brückenkopf auf die Krim. Teile der Division wurden als „Gruppe Sixt“ bezeichnet. Beim Rückzug der Division nach Sewastopol wurde Sixt schwer verwundet, evakuiert und musste das Kommando im Mai 1944 an Oberst Paul Betz abgeben. Er blieb bis Juli 1943 im Lazarett und wurde am 17. Dezember 1943 mit dem Ritterkreuz des Eisernen Kreuzes ausgezeichnet.
Mitte August 1944 übernahm er bei der 2. Armee das Kommando über die 5. Jäger-Division am Narew-Abschnitt. Die Division kämpfte in der Schlacht um Ostpreußen und in der Schlacht an der Oder bei der 9. Armee. Für sein Wirken wurde Sixt am 11. März 1945 mit dem Eichenlaub zum Ritterkreuz des Eisernen Kreuzes (772. Verleihung) ausgezeichnet. Am 18. April 1945 übergab er sein Kommando an Generalleutnant Edmund Blaurock und übernahm, kurz vor dem Ende der Schlacht an der Oder, noch als Nachfolger des Generals der Artillerie Wilhelm Berlin das Kommando über das über den Hohenzollern-Kanal zum Elbe-Abschnitt zurückgezogene CI. Armeekorps, in welcher die ehemalige 5. Jäger-Division, nun als 5. Infanterie-Division, eingegliedert war. Mit dem Armeekorps, der 21. Armee unterstellt, kapitulierte er im Raum Ludwigslust.
Nach dem Krieg kam er erst in amerikanische, dann in britische, Kriegsgefangenschaft und erhielt bis 1947 eine Internierung im Internierungslager Neuengamme. 1948 wird er u. a. bzgl. des Anschlusses des Sudetenlandes, der militärischen Besetzung und dem Freikorps Henlein durch die Alliierten befragt. In der Vernehmung gab er an nicht in der NSDAP gewesen zu sein.
Anschließend arbeitete er für die Operational History (German) Section, schrieb einige Berichte und lebte in Icking. Friedrich Sixt war 1956 unter der Führung von Erich von Manstein gemeinsam mit Theodor Busse und Georg-Hans Reinhardt als Berater für den deutschen Verteidigungsbeitrag im Rahmen der NATO aufgetreten. Er vertrat inhaltlich den Anteil der die operativen Möglichkeiten von Angreifern und Verteidigern beschrieb und nahm an der Sitzung des Verteidigungsausschusses des Deutschen Bundestages teil.
Von 1959 bis 1963 war er Vorsitzender der Landes-Elternvereinigung der Gymnasien in Bayern.
Sein Nachlass mit u. a. den Tagebüchern ist im Bundesarchiv und die Offizierspersonalakte (Nr. 56446) im Bayerischen Hauptstaatsarchiv archiviert.

## Schriften
- Der Feldzug gegen die Sowjetunion im Nordabschnitt der Ostfront, III. Der Übergang der Initiative an den Russen (Kriegsjahr 1943). Für die Army Study Group, ZA 1/2045, P-114a.
- Der Feldzug gegen die Sowjetunion im Nordabschnitt der Ostfront, IV. Der Rückzug der Heeresgruppe Nord in die Baltischen Länder und das Ringen um den Zusammenhang mit der Gesamtfront, Jan. bis Mitte Sept. 1944. Für die Army Study Group, ZA 1/2046.
- Der Feldzug gegen die Sowjetunion im Nordabschnitt der Ostfront, V. Einschließung in Kurland und Endkampf der Heeresgruppe Nord/Kurland. Für die Army Study Group, ZA 1/2047, P-114a.
- 10Th SS Panter Division „Frundsberg“ Jun–Nov 1944. US Army Foreign Military Studies, P-163.[9]
- Die Tätigkeit der Div. Nr-180 im September und Oktober 1944. US Army Foreign Military Studies, P-172.
- Die Kämpfe der Panzer-Brigade 107 im September und Oktober 1944. Eigenverlag, 1966.